# Видное (футбольный клуб)
«Видное» — российский футбольный клуб из одноимённого города. Основан в 2002 году на базе трёх клубов КФК: «Носороги» (пос. Володарского), «Росич» (пос. Московский) и «Металлург» (Видное).
В своём дебютном в профессиональном статусе сезоне 2003 года команда заняла 6 место в зоне «Запад» второго дивизиона. В следующем году, когда в составе команды играли Роман Широков и Ильшат Файзулин, команда весь первый круг с большим отрывом шла на первом месте. Однако, в августе из-за проблем с финансированием клуб был вынужден сняться с соревнований. В 2010 году вновь был заявлен в ЛФЛ — группу «Б», Московская область.

## Статистика выступлений

### В первенстве России
| Год     | Соревнование | Соревнование | М            | В            | Н            | П            | Голы         | Очки         |
| ------- | --- | --- | ------------ | ------------ | ------------ | ------------ | ------------ | ------------ |
| 2002    | КФК | зона «Москва»                                                                                                   | 1 из 21      | 36           | 0            | 4            | 121-29       | 108          |
| 2002    | КФК | финал, группа Б                                                                                                 | 5 из 5       | 0            | 2            | 2            | 7-12         | 2            |
| 2003    | Второй дивизион, зона «Запад»                                                                                   | Второй дивизион, зона «Запад»                                                                                   | 6 из 19      | 15           | 6            | 15           | 36-46        | 51           |
| 2004    | Второй дивизион, зона «Запад»                                                                                   | Второй дивизион, зона «Запад»                                                                                   | 13 из 18     | 14           | 3            | 15           | 50-61        | 30 (-12)     |
|         | | |              |              |              |              |              |              |
| 2010    | ЛФЛ / Первенство ЛФК / III дивизион, зона «Московская область», группа/лига «Б» — Первенство Московской области | ЛФЛ / Первенство ЛФК / III дивизион, зона «Московская область», группа/лига «Б» — Первенство Московской области | 9 из 18      | 12           | 6            | 16           | 69-82        | 42           |
| 2011/12 | ЛФЛ / Первенство ЛФК / III дивизион, зона «Московская область», группа/лига «Б» — Первенство Московской области | ЛФЛ / Первенство ЛФК / III дивизион, зона «Московская область», группа/лига «Б» — Первенство Московской области | 11 из 15     | 13           | 8            | 21           | 59-91        | 47           |
| 2012/13 | ЛФЛ / Первенство ЛФК / III дивизион, зона «Московская область», группа/лига «Б» — Первенство Московской области | ЛФЛ / Первенство ЛФК / III дивизион, зона «Московская область», группа/лига «Б» — Первенство Московской области | 9 из 14      | 5            | 2            | 6            | 23-27        | 17           |
| 2013    | ЛФЛ / Первенство ЛФК / III дивизион, зона «Московская область», группа/лига «Б» — Первенство Московской области | ЛФЛ / Первенство ЛФК / III дивизион, зона «Московская область», группа/лига «Б» — Первенство Московской области | не выступала | не выступала | не выступала | не выступала | не выступала | не выступала |
| 2014    | ЛФЛ / Первенство ЛФК / III дивизион, зона «Московская область», группа/лига «Б» — Первенство Московской области | ЛФЛ / Первенство ЛФК / III дивизион, зона «Московская область», группа/лига «Б» — Первенство Московской области | 11 из 14     | 8            | 3            | 15           | 39-81        | 27           |
| 2015    | ЛФЛ / Первенство ЛФК / III дивизион, зона «Московская область», группа/лига «Б» — Первенство Московской области | ЛФЛ / Первенство ЛФК / III дивизион, зона «Московская область», группа/лига «Б» — Первенство Московской области | 9 из 10      | 5            | 4            | 18           | 48-74        | 19           |
| 2016    | ЛФЛ / Первенство ЛФК / III дивизион, зона «Московская область», группа/лига «Б» — Первенство Московской области | ЛФЛ / Первенство ЛФК / III дивизион, зона «Московская область», группа/лига «Б» — Первенство Московской области | 8 из 11      | 5            | 1            | 14           | 28-46        | 16           |
| 2017    | ЛФЛ / Первенство ЛФК / III дивизион, зона «Московская область», группа/лига «Б» — Первенство Московской области | ЛФЛ / Первенство ЛФК / III дивизион, зона «Московская область», группа/лига «Б» — Первенство Московской области | 12 из 14     | 5            | 3            | 18           | 26-69        | 18           |
| 2018    | ЛФЛ / Первенство ЛФК / III дивизион, зона «Московская область», группа/лига «Б» — Первенство Московской области | ЛФЛ / Первенство ЛФК / III дивизион, зона «Московская область», группа/лига «Б» — Первенство Московской области | 12 из 14     | 6            | 3            | 17           | 34-62        | 21           |
| 2019    | | зона 1 — «Северо-Запад»                                                                                         | 8 из 10      | 4            | 2            | 12           | 27-56        | 14           |

В сезоне 2020 года место команды «Видное» в зоне 1 лиги «Б» зоны «Московская область» III дивизиона заняла команда «Металлург-Видное-2».
В сезонах 2022 и 2023 в зоне 2 Лиги «Б» (межмуниципальные соревнования Московской области) играла команда ФК «Видное» (Ленинский городской округ).

### Вкубке России
| Сезон     | Дата      | Раунд | Счёт     | Соперник                 |
| --------- | --------- | ----- | -------- | ------------------------ |
| 2003/2004 | 30 апреля | 1/256 | 0:1      | Спортакадемклуб (Москва) |
| 2004/2005 | 2 мая     | 1/256 | 1:0      | Спартак (Щёлково)        |
| 2004/2005 | 23 мая    | 1/128 | 2:1      | Реутов (Реутов)          |
| 2004/2005 | 13 июня   | 1/64  | 0:1 д.в. | Спартак (Кострома)       |

## Главные тренеры
- Ларин, Александр Анатольевич (2002[2] или 2003, по 12 июля)
- Быков, Юрий Александрович (2003)
- Алейников, Сергей Евгеньевич (2003)
- Комаров, Вячеслав Александрович (2004)
- Бахтин, Александр Викторович (2011—2014)
- Климов, Андрей Михайлович (с 2015)